# Canadá
Canadá är en ort i Mexiko.   Den ligger i kommunen El Porvenir och delstaten Chiapas, i den sydöstra delen av landet, 900 km sydost om huvudstaden Mexico City. Canadá ligger 2 673 meter över havet och antalet invånare är 641.
Terrängen runt Canadá är bergig söderut, men norrut är den kuperad. Canadá ligger uppe på en höjd. Runt Canadá är det ganska tätbefolkat, med 179 invånare per kvadratkilometer. Närmaste större samhälle är El Porvenir de Velasco Suárez, 5,8 km väster om Canadá. I omgivningarna runt Canadá växer huvudsakligen savannskog.